# Nokia 6110
El Nokia 6110 fue un teléfono móvil GSM de Nokia anunciado el 18 de diciembre de 1997 y lanzado en 1998. No debe confundirse con el Nokia 6110 Navigator, que es más moderno. Fue un sucesor muy popular del Nokia 2110, y el primero de los muchos teléfonos Nokia de la serie 6000 destinados al mercado empresarial. Las principales mejoras con respecto al 2110 fueron la reducción del tamaño y la mejora del tiempo de conversación. Fue el primer teléfono GSM en utilizar un procesador ARM, así como el primero en funcionar con la interfaz de usuario Serie 20 de Nokia.
El teléfono compartía la misma plataforma que el Nokia 5110 dirigido al mercado de consumo; sin embargo, a diferencia del 5110, tenía la interfaz de usuario avanzada con iconos de menú (fue el primer teléfono con esta nueva interfaz que se convertiría en el futuro estándar) y presentaba un puerto de infrarrojos (una vez más siendo el primer teléfono de Nokia con él). También fue el primer teléfono de Nokia en tener el popular juego Snake preinstalado.
Fue sucedido/complementado por el similar, pero mejorado, 6150.

## Variantes

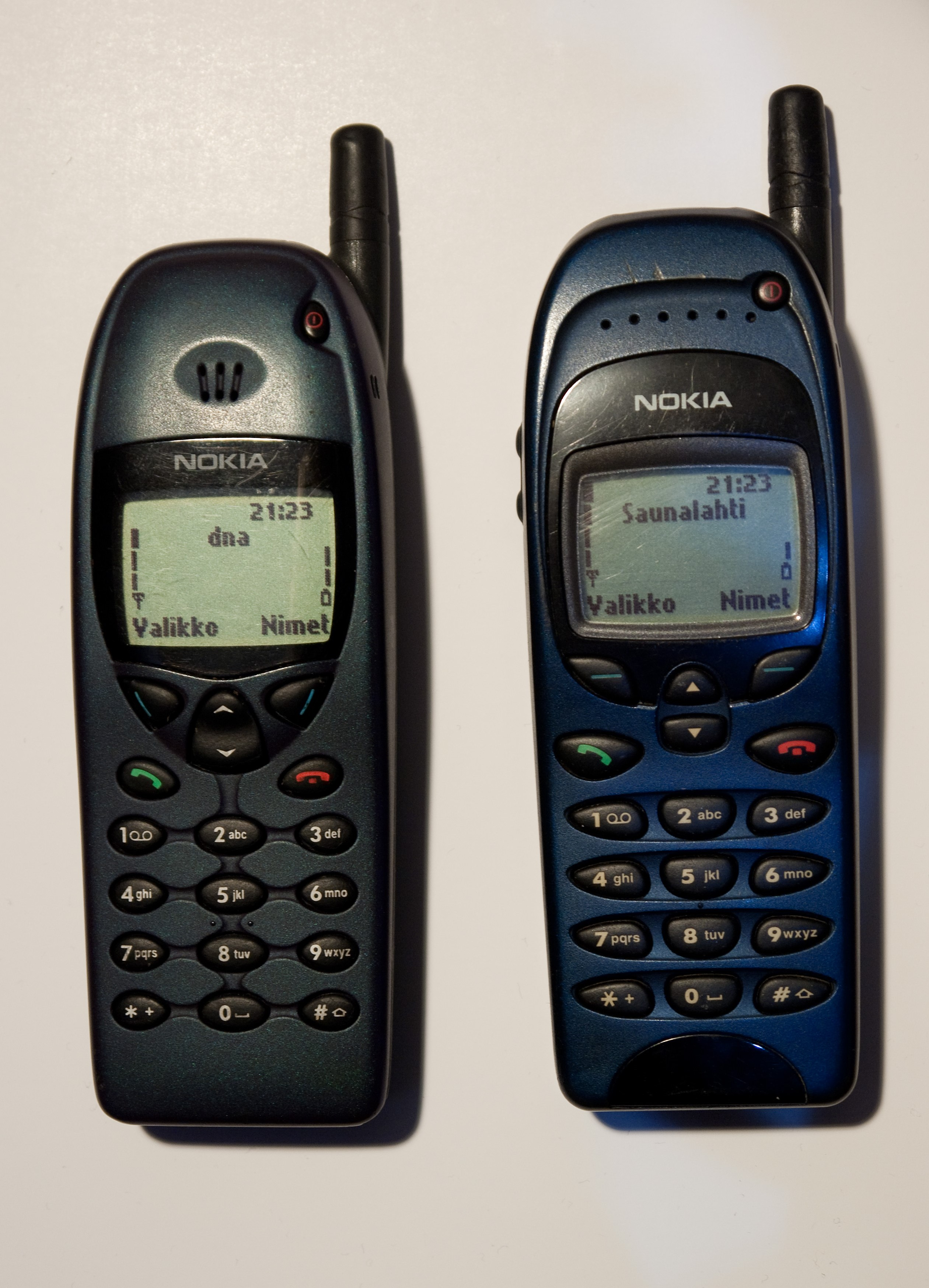
Nokia 6110 y 6150.

Nokia 6190 es la versión del mercado norteamericano, a la cual se le ha eliminado el puerto de infrarrojos. También se lanzaron varias variantes no GSM destinadas al mercado norteamericano, incluido el 800 MHz D-AMPS 6120 (no confundir con el Nokia 6120 clásico), el 800/1900 MHz D-AMPS 6160 y 800/1900 MHz CDMA 6185 de banda ancha. Este también se conocía como NK702 en la red Orange de Reino Unido con un panel ligeramente distinto, sin embargo el interior era idéntico. La variante GSM 1800 MHz se denominó 6130 y tenía los mismos cambios de diseño exterior que el GSM 900/1800 MHz 6150 de banda dual.
En Brasil, se licenció a Gradiente para fabricar una variante del Nokia 6120. Estos dispositivos, muy similares a los fabricados por Nokia, se comercializaron bajo la marca Gradiente Concept.

### Características del teléfono
- Tres juegos: Memory, Snake (con modo para dos jugadores usando dos teléfonos y conexión IR), Logic.
- Calculadora, reloj y calendario.
- Convertidor de divisas.
- Funciona como un buscapersonas.
- Ajustes del perfil.
- 4 colores.
- Sistema LINK.

#### Servicio
- GSM 900 (EUROPA)
- GSM 1900 (EE. UU.) (6190)
- D-AMPS 800 MHz (EE. UU.) (6120)
- D-AMPS 800/1900 MHz (EE. UU.) (6160)
- IS-95/AMPS 800/1900 MHz (EE. UU.) (6185)

### Duración de la batería
- Batería NiMH de 900 mAh
- Tiempo de conversación digital hasta 3 horas y cuarto.
- Tiempo en standby digital hasta 200 horas.
- Tiempo de conversación analógica hasta 2 horas.
- Tiempo de standby analógico hasta 50 horas.